# Братеево (бывшее село)
Брате́ево — бывшее село, вошедшее в состав Москвы при её расширении в 1960 году. Располагалось на территории современного района Братеево, на правом берегу Москвы-реки, в районе современных улиц Борисовские Пруды, Паромная, Ключевая, а также Хордового проезда.
К юго-западу от Братеева располагалось крупное село Борисово.

## Происхождение названия
- Согласно одной легенде, во времена Екатерины II чума погубила почти всех жителей этого села, в живых остались только два брата. Именно поэтому село якобы обрело своё название[3].
- По другой версии, топоним «Братеево» известен с XVII века и произошёл от русского личного имени Братей, возможно он и был первым владельцем селения[4].
- Согласно ещё одной, более надёжной версии, в XVI веке ближайшие окрестности села — Борисово и Беседы — принадлежали роду Годуновых. Само же Братеево было у брата Бориса Годунова — Семёна[5][6]. Некоторые полагают, что именно на этом факте и основано название.
- По всей видимости, название Братеево прижилось по совокупности приведённых здесь легендарных и документарных фактов.
- Первые сведения о селе в сохранившихся источниках относятся лишь к началу XVII в., хотя оно, несомненно, существовало раньше. Это обстоятельство породило различные версии происхождения названия села, так или иначе связанные со словом «брат». Согласно одной из них, именно здесь встретились и «братались» войска Дмитрия Донского и его двоюродного брата — князя Владимира Андреевича Серпуховского, шедшие на Куликовскую битву.

## История
Когда-то на месте района были древние поселения — здесь обнаружены многочисленные языческие курганы. В средние века на Братеевском холме и вокруг него располагалось богатое зажиточное село.
Село располагалось на высоком холме, где людям давали пищу плодородные почвы, на которых были выращены фруктовые деревья. Здесь также были плодородные угодья, огороды, рядом с Борисовскими прудами из земли вырывались целебные источники. Жители занимались земледелием, ремёслами, рыболовством (это отражено на гербе современного района), в то время в реке Москве и Городне, между которыми расположен район, было обилие рыбы разных видов. В реках водилась щука, плотва, лещ, налим. Пойманную рыбу братеевцы возили в Москву на продажу. Через Москву-реку людей переправлял паром.
По переписным книгам дворцовых волостей 1646 года села Борисовского, в присёлке Братееве было 27 дворов, а в них — 34 чел. мужского пола.
В писцовых книгах 1675 года описывается

дворцового села Коломенского приселок Братеев на Москве на реке, а в нём церковь во имя Усекновения Честные Главы Иоанна Предтечи деревянная, клецкии, да предел Чюдо Архистратига Михаила … Колоколница на четырёх столбах, крыта тёсом, на ней четыре колокола, весу в них восемь пуд, церковь от поповых и от крестьянских дворов в дватцати саженях.
 В селе было 27 крестьянских дворов и 84 человека мужского пола.
К 1703 г. в приходе местного храма состояло 38 дворов. Позднее деревянная церковь настолько обветшала, что служить в ней уже не представлялось возможным, и в 1731 г. на её место был перевезён другой деревянный храм, перенесенный сюда из села Рождествена Московского уезда.
Крестьяне села были зажиточными: в ревизских сказках 1811 года упоминаются два вольноотпущенных дворовых человека разных помещиков, приписанных к селу и в том же году отданных в рекруты.
В 1795 г. в селе числилось 125 душ мужского пола, в 1816 г. — 43 семьи, 140 мужчин, 159 женщин, в 1850 г. — 40 семей, 205 мужчин, 227 женщин. После 1797 г. Братеево со всей Коломенской волостью перешло в Цельное ведомство, управлявшее собственностью императорской фамилии. Часть населения села составляли старообрядцы (в 1826 г. их было 34 человека, в 1865 г. — 49 человек).
По преданию, в войну 1812 г. в селе размещались части французской армии. Затем их вытеснили казаки, оставившие о себе память в виде выкопанного колодца (его название «Казаков колодец» сохранялось до момента сноса села).

### [9]Церкви села

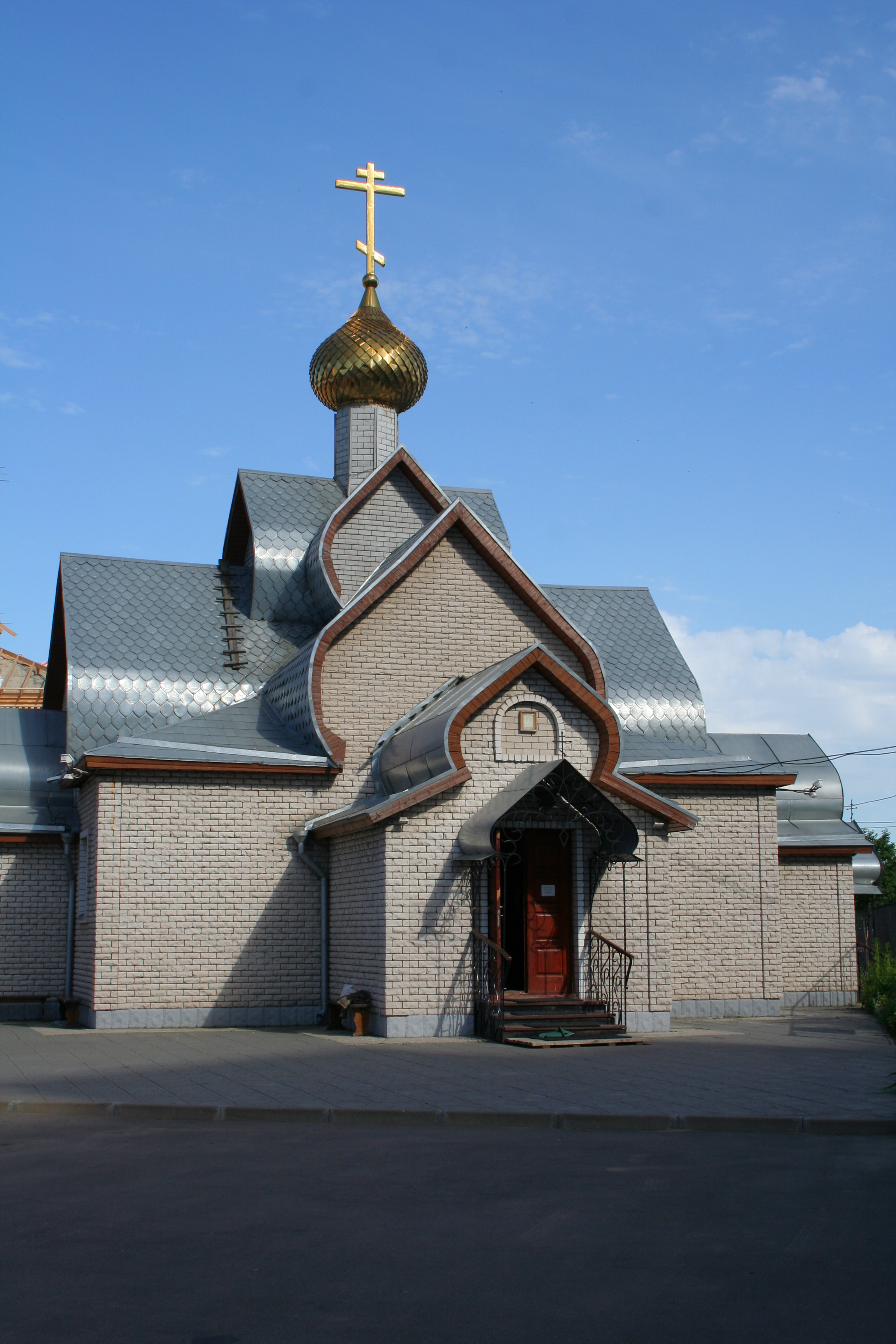
Храм Усекновения главы Иоанна Предтечи в Братееве

В начале XVII века в Братееве была построена деревянная сельская церковь, затем вместо неё воздвигли другую, также деревянную, с колокольней на каменном фундаменте. Её перенесли из села Рождествено Московского уезда. В ней было два престола: главный, в честь Усекновения Честной Главы Святого Иоанна Предтечи и боковой — Святого мученика Власия. 27 мая 1890 года была завершена закладка нового каменного храма, а к середине октября храм был уже готов. Он был построен на высоком месте, за селом, «в византийском стиле», с тремя поставленными в ряд престолами и обширным куполом. 3 ноября 1892 года состоялось освящение храма.
Деревянная церковь была разрушена в 1920-е годы. Каменная церковь была закрыта в 1930 году и переделана под клуб. Окончательно её разрушили, по одним данным, в 1940-е годы, по другим, в 1980-е годы, при сносе села.

### Садоводство и промыслы
Основным занятием было садоводство. Промыслы не были особо распространены среди братеевских крестьян, тем не менее в 1881 году 64 человека, в основном женщины, изготовляли гильзы для папирос, 55 человек занимались намоткой хлопчатобумажной нити, используемой в золотошвейном и позументном производстве.
Относительный упадок садоводства, пережитый районами к югу от Москвы в конце XIX века, связанный с конкуренцией из-за подвозимых по железной дороге с юга ягод, а также с частыми заморозками, мало коснулся Братеева. Ведь кроме садоводства здесь было развито огородничество: обширные заводи были засажены овощными культурами, основными были капуста, огурцы, свёкла, редька. В садах главной культурой была малина. Но основные площади занимал всё же картофель.
В 1911 году в селе Братеево из 138 приписанных к общине хозяйств в наличии было 120. В селе было 323 мужчины и 306 женщин, из них грамотными были 158 мужчин и 76 женщин. В селе также располагался трактир 3-го разряда, 2 овощные лавки, начальная церковно-приходская школа.

### В советское время
В 1930-е годы в Братееве был организован колхоз «Путь Ильича». В 1950 году все колхозы объединились в единый колхоз имени Ленина, причём Братеево претендовало на то, чтобы колхозный центр был устроен в нём, однако центром стало Борисово.

### В составе Москвы
В 1960 году село Братеево вошло в административный состав города, и постепенно цветущие вишнёвые сады и картофельные поля превратились в заброшенную городскую свалку.
В 1982 году, с началом массовой застройки этого района, село было полностью снесено под новый жилой район Братеево.
Улицы села получили новые названия в целях одноимённости: улица Слободка стала считаться продолжением Ключевой улицы, Южная улица была переименована в Малую Братеевскую, Центральная — в Большую Братеевскую, Набережная — в Паромную.
Память о селе Братеево сохранилась в наименованиях московского района Братеево, Братеевской улицы, Братеевского моста и Братеевского проезда.